# Aurensan (Altos Pirineos)
 Aurensan  es una comuna y población de Francia, en la región de Mediodía-Pirineos, departamento de Altos Pirineos, en el distrito de Tarbes y cantón de Bordères-sur-l'Échez.
No está integrada en ninguna Communauté de communes.

## Demografía
| 450 | 470 | 473 | 484 | 576 | 590 | 609 | 611 | 545 | 508 | 508 | lac. | 453 | 414 | 416 | 370 | 384 | 334 | 352 | 354 | 359 | 356 | 328 | 340 | 334 | 376 | 392 | 415 | 502 | 567 | 592 | 660 | 733 |
| Para los censos de 1962 a 1999 la población legal corresponde a la población sin duplicidades (Fuente: INSEE [Consultar]) |     |     |     |     |     |     |     |     |     |     |      |     |     |     |     |     |     |     |     |     |     |     |     |     |     |     |     |     |     |     |     |     |